# Portland (Maine)
Portland és la ciutat més gran de l'estat de Maine, i n'és la capital econòmica, cultural i social. L'any 2004 tenia 63.882 habitants. És la seu del Comtat de Cumberland.
L'escut de la ciutat representa un fènix que sorgeix de les cendres, acompanyat del lema Resurgam, expressió llatina que significa «m'aixecaré de nou». Fa referència al fet que la ciutat es va haver de recuperar de quatre grans incendis. La ciutat de Portland  a l'estat d'Oregon va ser nomenada en honor de la ciutat homònima de l'estat de Maine.

## Història

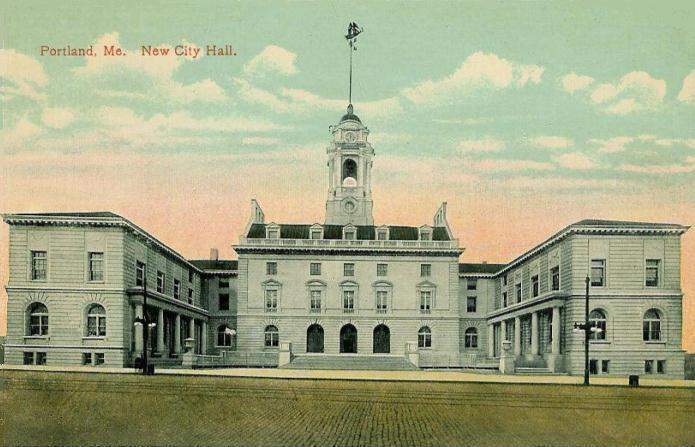
Ajuntament, c. 1910.

Portland va ser coneguda amb el nom de Machigonne pels nadius que hi vivien originalment. Va ser refundada pels anglesos el 1632 com un poblat dedicat a la pesca i comerç, i l'anomenaren Casco. El 1658 el nom va canviar de nou, aquesta vegada esdevenint Falmouth. Un monument situat al final de Congress Street va ser creat en homenatge als quatre noms que ha tingut Portland.
El 1675, el poble va ser completament destruït pels wampanoag durant la Guerra del Rei Felip. La comunitat va ser reconstruïda, però va patir l'atac dels mateixos nadius anys després. El 18 d'octubre de 1775, el poblat va ser novament destruït, aquesta vegada bombardejat durant la Guerra de la Independència dels Estats Units per la Marina Reial Britànica, sota el mandat del capità Henry Mowat.
Després de la guerra, un sector de Falmouth anomenat The Neck (anglès per ‘el coll’) es va transformar en un port comercial i va començar a créixer ràpidament com a centre marítim. El 1786, els ciutadans de Falmouth van formar una ciutat a part en aquest sector i la van anomenar Portland. L'economia de Portland es va veure afectada per l'Embargo Act de 1807 (prohibició de comerç amb els britànics) i la Guerra anglo-americana de 1812-1815. El 1820 Maine va esdevenir un estat amb Portland com a capital. Quan es va acabar l'Embargo i la guerra, l'economia de la ciutat es va recuperar. El 1832 la capital va ser traslladada a Augusta.
Portland va ser el centre de les protestes en contra de la Llei de Maine de 1851, culminant amb els Disturbis de Portland el 2 de juny de 1855.
El gran incendi del 4 de juliol de 1866, que va començar durant les celebracions del Dia de la Independència, va destruir gran part dels edificis comercials, la meitat de les esglésies i centenars de cases. Prop de deu mil persones van quedar damnificades. Després de l'incendi, Portland va ser reconstruïda a partir de maons, i va adquirir una aparença victoriana.

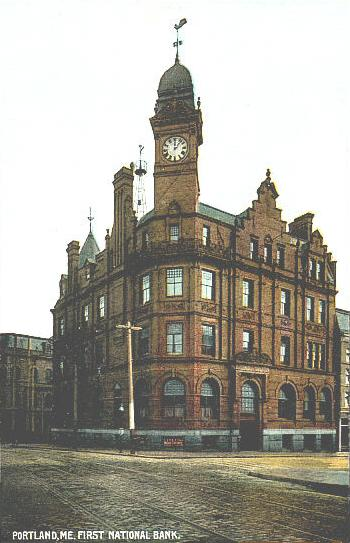
First National Bank, c. 1910.

La qualitat i estil de l'arquitectura a Portland es deu en gran part al treball d'importants arquitectes durant el segle xix. Alexander Parris (1780-1852) hi va arribar aproximadament el 1800, i hi va construir diversos edificis d'estil federal, encara que alguns van ser destruïts durant l'incendi de 1866. Charles A. Alexander (1822-1882) va crear nombrosos mansions victorianes. Henry Rowe (1810-1870) es va especialitzar en cases amb aspecte gòtic. George M. Harding (1827-1910) va dissenyar diversos edificis a Old Port, a part d'algunes residències. A la fi del segle, Frederick A. Tompson (1857-1906) hi va dissenyar diversos edificis residencials.
Els arquitectes de més influència van ser Francis Fassett (1823-1908) i John Calvin Stevens (1855-1940). Fassett va ser l'encarregat de construir l'Hospital General de Maine (avui en dia una part del Centre Mèdic de Maine), l'església Williston West, algunes escoles, edificis comercials i apartaments, residències privades, i la seva pròpia casa al carrer Pine Street. Entre els anys 1880 i 1930 Stevens va treballar amb una gran gamma d'estils, dels quals destaquen el shingle i el colonial.
El govern de la ciutat es va esforçar per a conservar l'estil victorià que era molt popular durant la reconstrucció. El 1982 l'àrea va ser inclosa en el National Register of Historic Places.
Des dels anys 1990, l'Institut d'Art de Maine actua com una força revitalitzadora per al centre de la ciutat. Va atreure estudiants de la resta del país, i va adoptarl'edifici històric Porteous de Congress Street com a seu. L'institut, a més, ha mantingut l'edifici Baxter, l'antiga biblioteca municipal que ara és un laboratori de computació i un estudi fotogràfic.
Durant els últims anys Portland ha experimentat un important creixement urbà, encara que molt més controlat que l'ocorregut durant els anys 1980. El carrer Congress Street accull moltes botigues i retaurants, producte de l'expansió de l'Institut d'Art i l'aparició de diversos imobles de pisos. El 2007, els sectors de Bayside i Ocean Gateway patien un accelerat procés d'urbanització.

## Geografia i clima
Segons l'Oficina del Cens dels Estats Units, la ciutat té una àrea total de 136,2 km². 54,9 km² corresponen a terra i 81,2 km² (59,65%) a aigua. Portland està ubicada en una península al costat de la badia de Casco al Golf de Maine i l'oceà Atlàntic. Portland limita amb les ciutats de South Portland, Westbrook i Falmouth.
| Mes                               | Gen   | Feb  | Mar   | Abr   | Mai  | Jun  | Jul  | Ago  | Set  | Oct   | Nov   | Des   | Any    |
| --------------------------------- | ----- | ---- | ----- | ----- | ---- | ---- | ---- | ---- | ---- | ----- | ----- | ----- | ------ |
| Temperatura màxima mitjana (°C)   | -1    | 1    | 6     | 12    | 17   | 23   | 26   | 25   | 21   | 14    | 8     | 2     | 13     |
| Temperatura mínima mitjana (°C)   | -11   | -9   | -4    | 2     | 7    | 12   | 15   | 14   | 9    | 3     | -1    | -7    | 3      |
| Precipitacions (mm)               | 103,9 | 79,8 | 105,2 | 108,2 | 97,0 | 83,3 | 84,3 | 77,5 | 85,6 | 111,8 | 119,9 | 107,7 | 1164,2 |
| Font: Weatherbase octubre de 2007 |       |      |       |       |      |      |      |      |      |       |       |       |        |

## Demografia[Cal actualitzar]

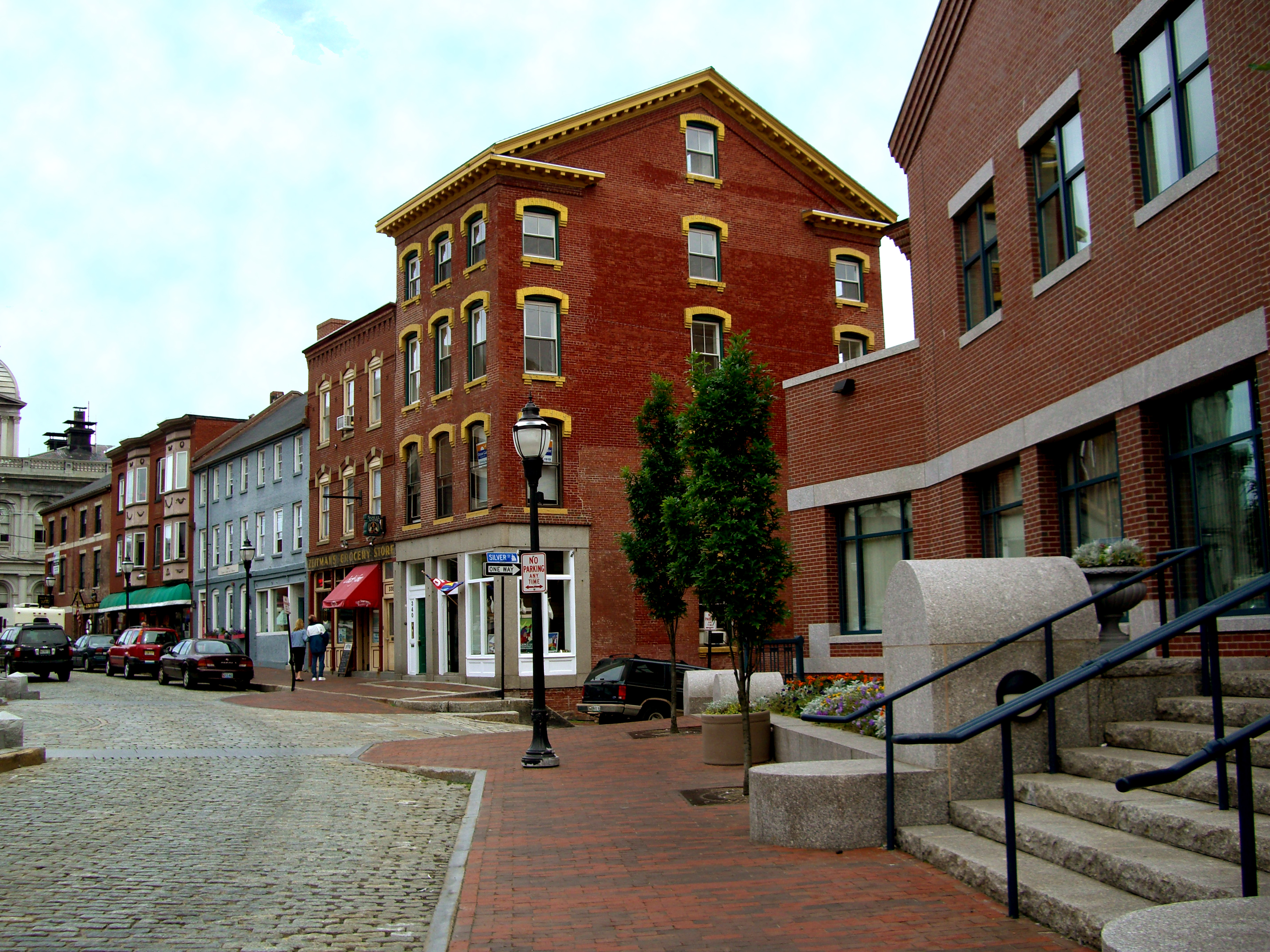
Old Port.

Segons el cens del 2000, hi havia 64.250 habitants, 29.714 llars i 13.549 famílies. La densitat de població era de 1.169,6 hab/km². Hi havia 31.862 habitatges en una densitat mediana de 580 habitants/km².
Segons l'Oficina del Cens dels Estats Units, l'àrea metropolitana de Portland és en la posició número 147 del país, amb una població de 243.537, mentre que el conjunt de Portland / South Portland / Biddeford té 489.343 habitants. La població estimada d'aquest sector per al 2004 era de 510.791 habitants. El creixement es deu principalment a l'expansió dels suburbis al sud i oest de la ciutat.
La composició racial de la ciutat era de 91,27% blancs, 3,08% asiàtics, 2,59% afroamericans, 0,47% amerindis, 0,06% illencs del Pacífic, 0,67% d'altres races i 1,86% de dues o més. Els llatins de qualsevol raça formaven l'1,52% de la població.
Hi havia 29.714 llars, dels quals el 21,4% tenia nens de menys de 18 anys, el 32,1% eren parelles casades, el 10,5% eren sustentats per una dona i el 54, 4% no eren familiars. El 40,1% de les llars eren habitats per una sola persona, i l'11,5% era major de 65 anys. La mida mediana d'una llar era de 2,08 membres i el de les famílies, de 2,89.
El 18,8% de la població era menor de 18 anys; el 10,7% tenia entre 18 i 24 anys; el 36,1%, entre 25 i 44; el 20,6%, entre 45 i 64; i el 13,9% era major de 65 anys. L'edat mediana era de 36 anys. Per cada 100 dones hi havia 91,8 homes. Per cada 100 dones majors de 18 anys, hi havia 89 homes.
L'ingrés mitjà per llar era de 35.650$ i 48.763$ per família. Els homes tenen un ingrés mitjà de 31.828$ en comparació als $27.173 de les dones. La renda per capita de la ciutat era de 12.698$. Al voltant del 21,7% de les famílies i 34,1% de la població estava sota el llindar de la pobresa, incloent-hi el 40% dels menors de 18 anys i el 21,9% dels majors de 65.

## Economia

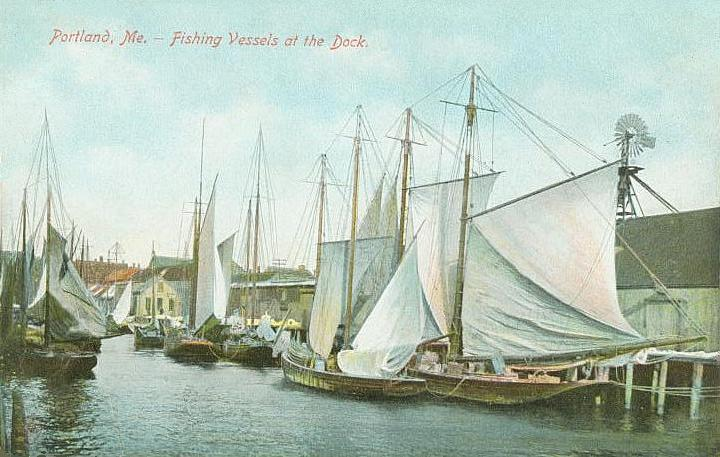
Vaixells pesquers, c. 1908.

Degut a la proximitat amb Boston i el fet de tenir el port més gran de l'estat, Portland ha esdevingut la capital econòmica de Maine. L'economia ha evolucionat al llarg dels anys de centrar-se en la pesca, manufactura i agricultura en un inici, i ara sobretot  basada en els serveis. Diverses organitzacions financeres hi tenen una seu estatal, com Bank of America, Key Bank, Fidelity Investments, Anthem Blue Cross & Blue Shield i Aetna. Altres companyies que tenen la seu a Portland són: unum, TD Banknorth, Maine Bank & Trust, ImmuCell Corp i Pioneer Telephone. Algunes companyies importants rols s'han establert als suburbis de South Portland, Westbrook i Scarborough.
Segons l'informe anual (2005) de l'U.S. Army Corps of Engineers, el port de Portland va ser considerat com:
- El port amb més trànsit de tonatge estranger als Estats Units.
- El port més gran de Nova Anglaterra en termes de tonatge.
- El vint-cinquè port més gran dels Estats Units.
- El port més gran de petroli a la costa est del país.

## Edificis

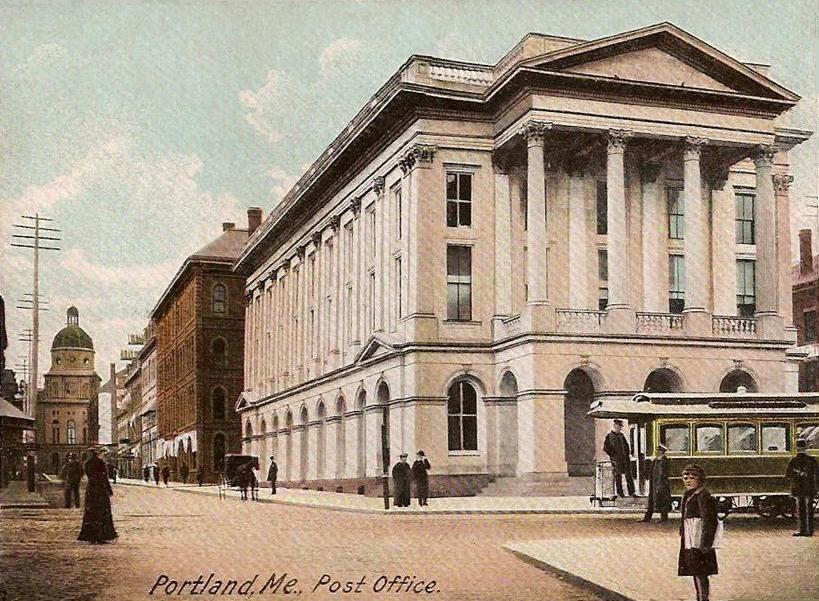
Antiga oficina de correus, 1905.

La Catedral de la Immaculada Concepció ha format part del grup d'edificis de Portland des de la construcció el 1854. El 1859, Ammi B. Young va dissenyar l'Hospital Naval, el primer de tres treballs supervisats per arquitectes del Ministeri d'Hisenda. Encara que l'oficina de correus construïda el 1868 per Isaiah Rogers ja no existeix, al seu lloc ara hi ha l'oficina de duanes construïda per Alfred B. Mullett el 1873. Una altra estructura important és el número 477 del carrer Congress Street, un edifici comercial completat el 1924, conegut pels habitants com l'«edifici del temps i temperatura», a causa d'un rètol lluminós que donava aquesta informació durant dècades.
La Torre Franklin, al costat de la Catedral de la Immaculada Concepció, completada el 1969, és coneguda com l'edifici més alt de Portland (i fins i tot de Maine) amb els seus disset pisos.

## Cultura

### Mitjans de comunicació
Portland és la llar de diverses companyies de telecomunicacions, mitjans impresos, publicitat, disseny web i estudis de fotografia.
La ciutat té el seu propi diari, el Portland Press Herald, i l'edició de diumenge, el Maine Sunday Telegram. El Maine Sunday Telegram és publicat per la companyia Blethen Maine Newspapers, encarregada també del Portland Press Herald i la revista setmanal The Maine SWITCH.
Portland és a més llar del Portland Phoenix que publica també la revista trimestral Portland (STYLE). Altres publicacions importants són: The Portland Forecast, un diari comunitari del Sun Journal; The Bollard; The West End News; The Blue Room; The Munjoy Hill Observer; The Bayside; The Waterfront; Portland; Port City Life i The Companion, una publicació LGBT.
Portland té el mercat més gran de ràdio i televisió de Maine. Entre les estacions radials de Portland hi trobem: WFNK, WJAB (esports), WTHT (música country), WBQW (música clàssica), WHXR (rock), WHOM, WJBQ, WCLZ, WBLM (rock clàssic) i WCYY. WMPG és una estació de ràdio local no comercial, manejada per membres de la University of Southern Maine.
La ciutat té una gran varietat d'emissores de televisió locals, les quals representen importants cadenes, aquestes inclouen WCSH 6 (NBC), WMTW 8 (ABC), WGME 13 (CBS), WPFO 23 (FOX), WPME 35 (MyNetworkTV) i WPXT 51 (The CW Network). A Portland no hi ha estacions públiques però n'hi ha en altres ciutats com el WCBB d'Augusta i el WMEA de Biddeford.

### Esports i recreació

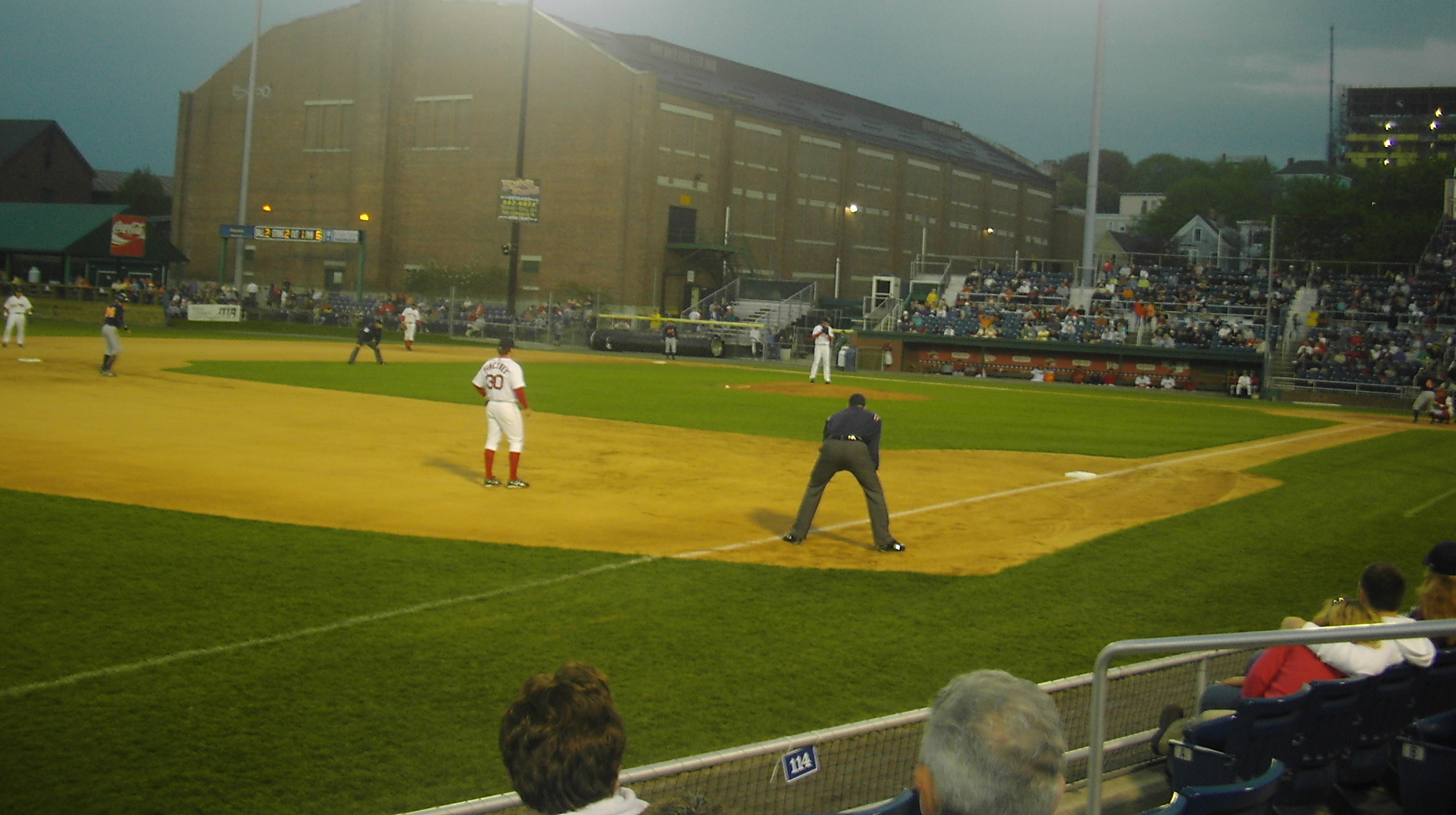
Els Portland Sea Dogs, maig de 2007.

La ciutat és la seu de dos equips de lligues menors. Els Portland Sea Dogs, una divisió dels Boston Red Sox, juguen al Hadlock Field. Un altre equip present a la ciutat són els Portland Pirates de la Lliga Americana d'Hoquei. El Cumberland County Civic Center és utilitzat per una divisió dels Anaheim Ducks.
El Complex Esportiu de Portland, situat entre Park Ave i Brighton Ave hi ha a diversos estadis i centres recreatius com:
- Hadlock Field - beisbol (capacitat 7.368)
- Fitzpatrick Stadium - futbol, lacrosse, hoquei herba (capacitat 6.000)
- Portland Exposition Building - bàsquet, concerts (capacitat 2.000)
- Portland Ice Arena - hoquei i patinatge (capacitat 400)

Portland té 11 camps de golf, 124 pistes de tennis i 95 jocs infantils. Hi ha a més a prop de 160 km de senders naturals.

### Gastronomia

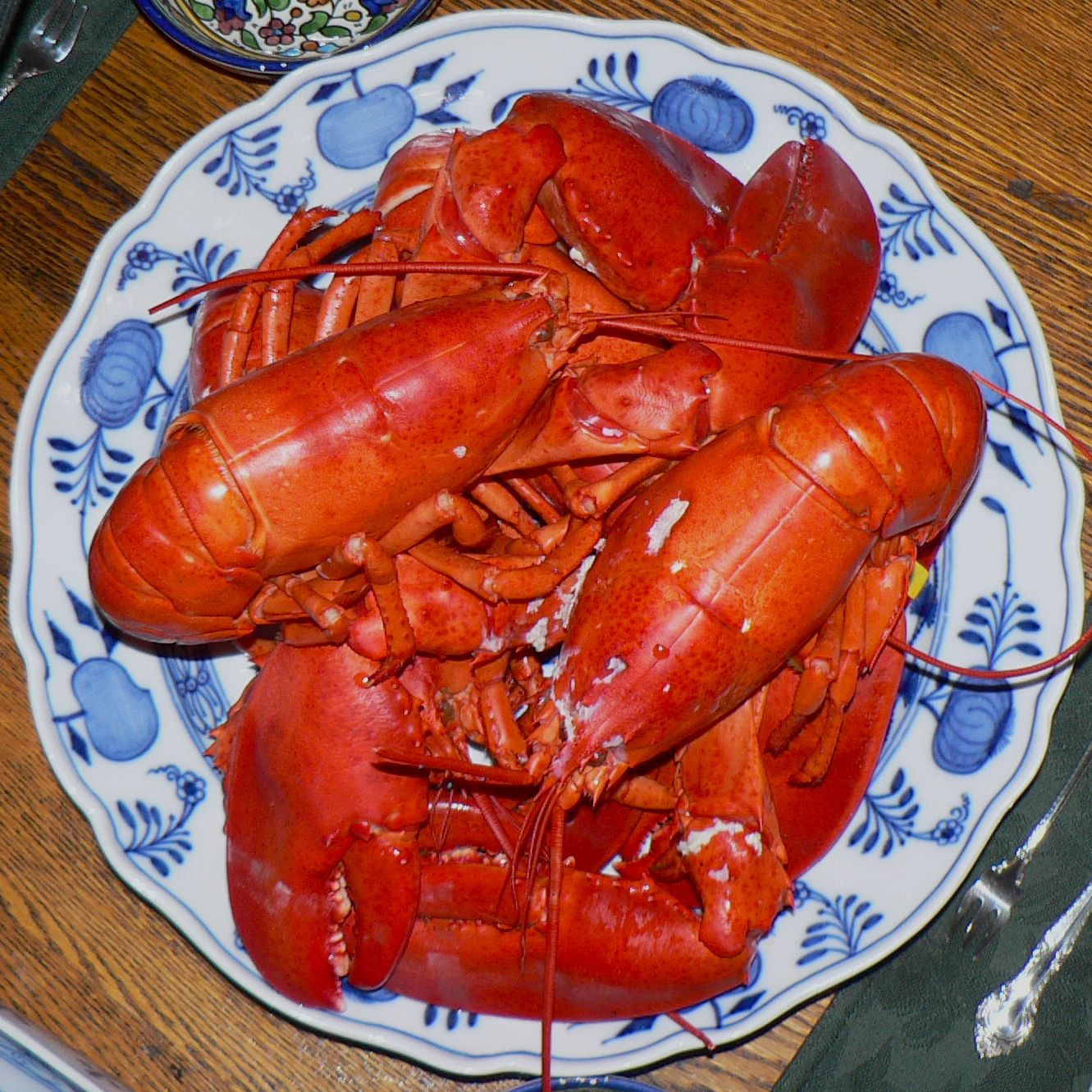
Llagosta bullida.

Portland té una bona reputació gastronómica. El centre de la ciutat i Old Port tenen una gran concentració de restaurants. El 2007, amb al voltant de 230 establiments, Portland és una de les ciutats dels Estats Units amb més restaurants per capita.
El 2007, la ciutat va ser escollida com una de les tres finalistes del «destins més saborosos de l'any» en els Food Network Awards. Diversos xefs locals han adquirit notorietat durant els darrers anys.
La ciutat és també la seu d'algunes petites fàbriques de cervesa, incloent D. L. Geary Brewing Company, Gritty McDuff's Brewing Company, Shipyard Brewing Company, Casco Bay Brewing Co i Allagash Brewing Company.

## Transport
Portland és accessible mitjançant les autopistes interestatals I-95 i I-295, a més de la carretera US Route 1. La US Route 302, una carretera que uneix Maine i Vermont, té el seu extrem est a Portland.
El servei de busos Concord Trailways connecta Portland amb unes 14 comunitats de Maine, igual que amb l'Aeroport Internacional de Boston. La ruta ferroviària Downeaster d'Amtrak connecta la ciutat amb Boston, a través de la costa de Nou Hampshire. Tots dos serveis poden ser trobats al Centre de Transport de Portland.
A l'oest de la ciutat té un aeroport international, Portland International Airport que el 2024 va estrenar una nova terminal.

## Ciutats agermanades
Portland està agermanada amb 4 ciutats, designades per Sister Cities International, Inc (SCI):
- Shinagawa, Japó
- Arkhànguelsk, Rússia
- Cap-Haïtien, Haití
- Mitilene, Grècia

## Personalitats notables
- Pauline Hopkins, escriptora i periodista afroamericana
- Stephen King (1947 -) escriptor